# Angerona prunaria
Angéronie du Prunier, Phalène du Noisetier
Pour les articles homonymes, voir Phalène.
Espèce
Angerona prunaria (l’Angéronie du Prunier, la Phalène du Noisetier) est une espèce d'insectes de l'ordre des lépidoptères, de la famille des géométridés et du genre Angerona.

## Description
La coloration de ce papillon est très variable allant de jaune clair à jaune orangé vif. Les ailes présentent des striures fines, noires et transversales. Le dimorphisme sexuel est accusé, la femelle arborant des teintes jaunes, le mâle des teintes orange.

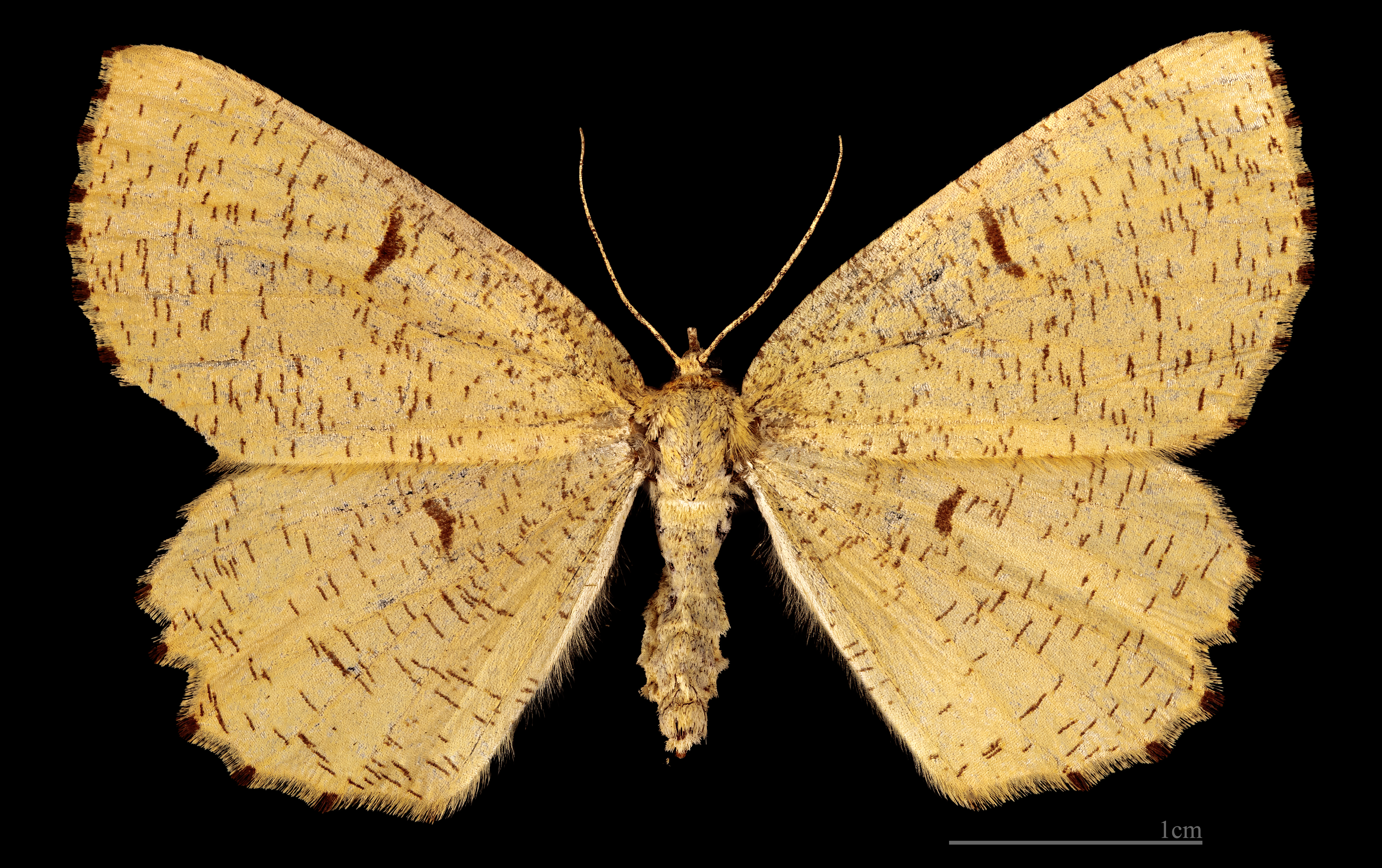
MHNTAngerona prunaria prunaria  ♀
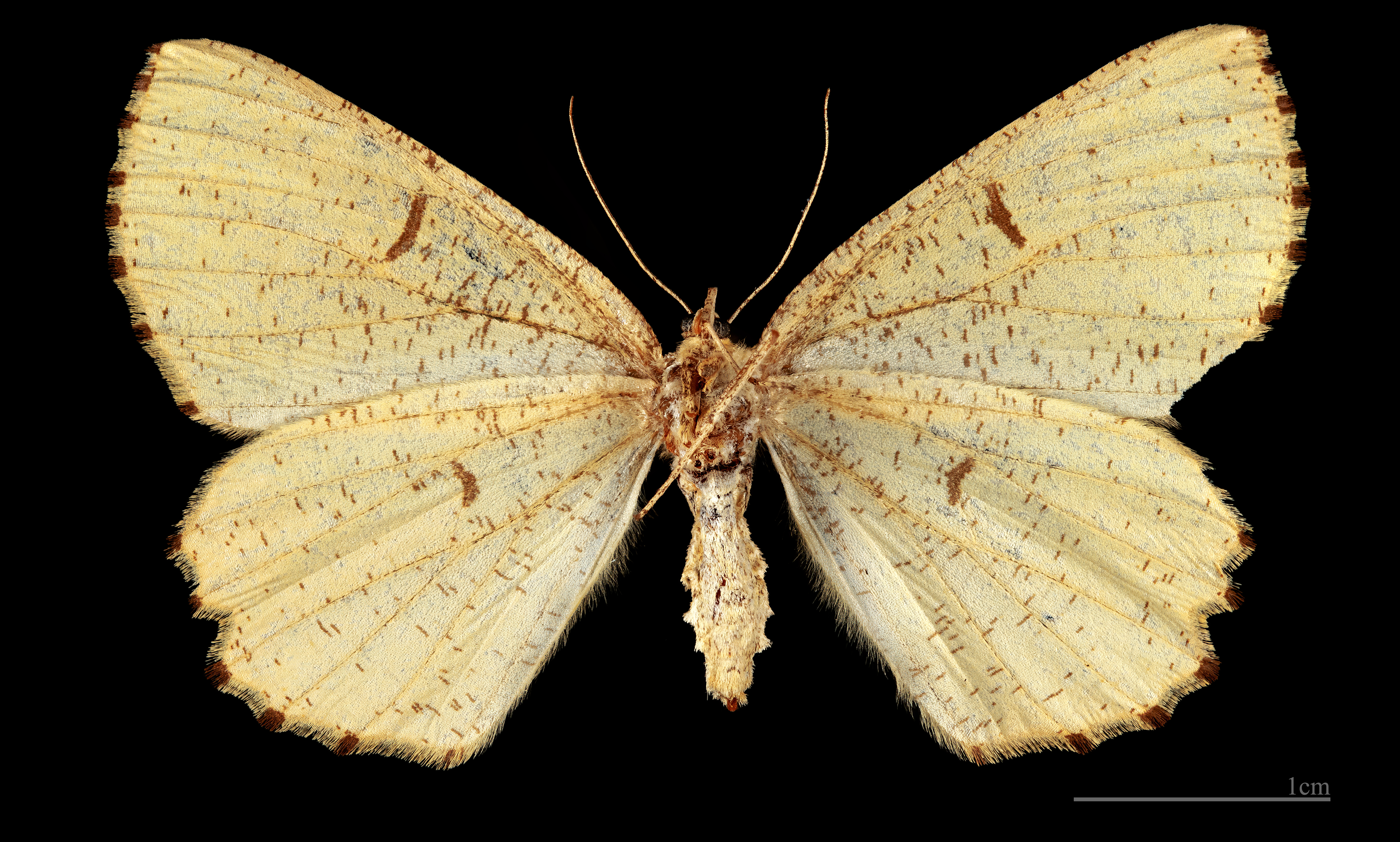
Angerona prunaria prunaria  ♀   △
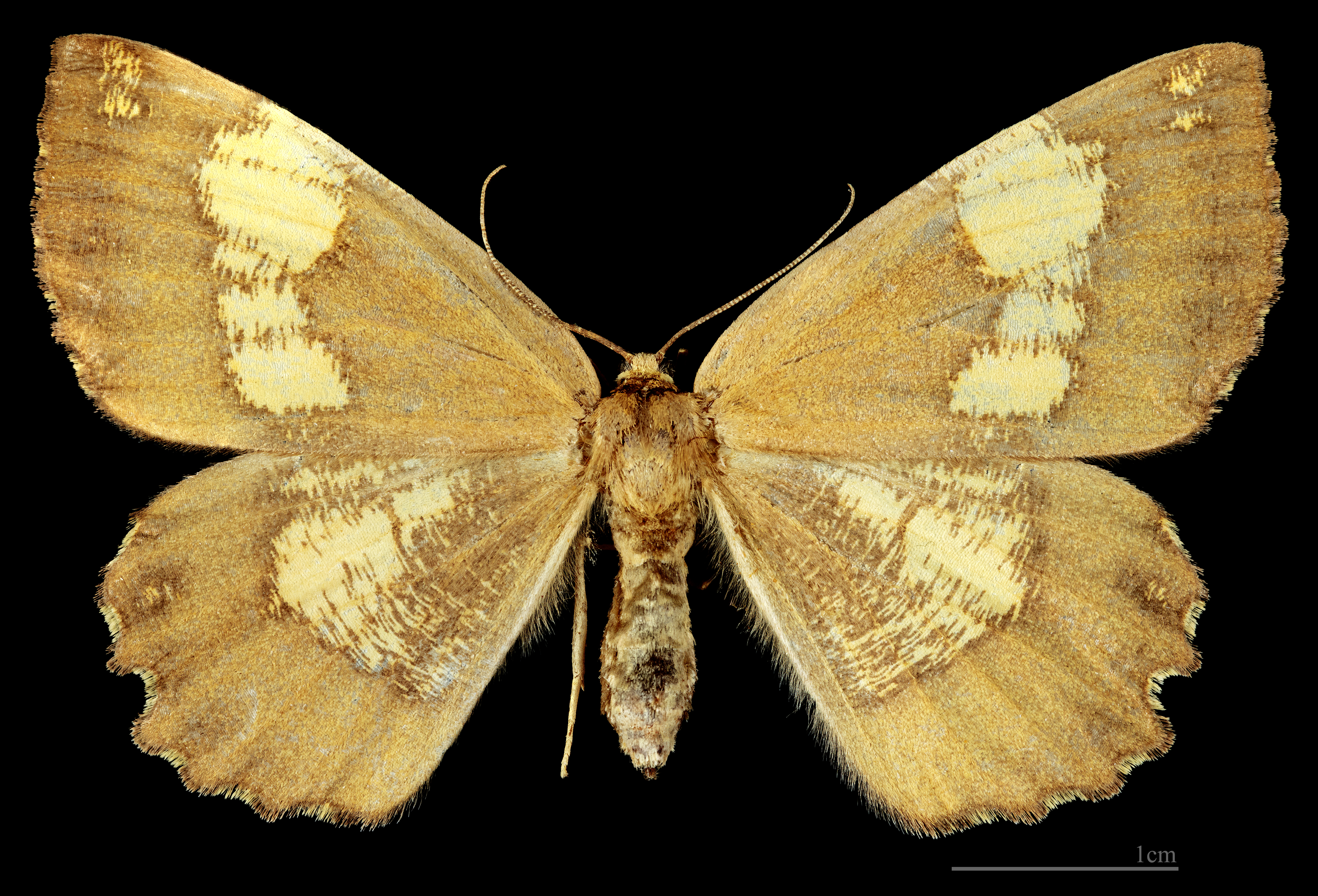
MHNTAngerona prunaria corylaria  ♀
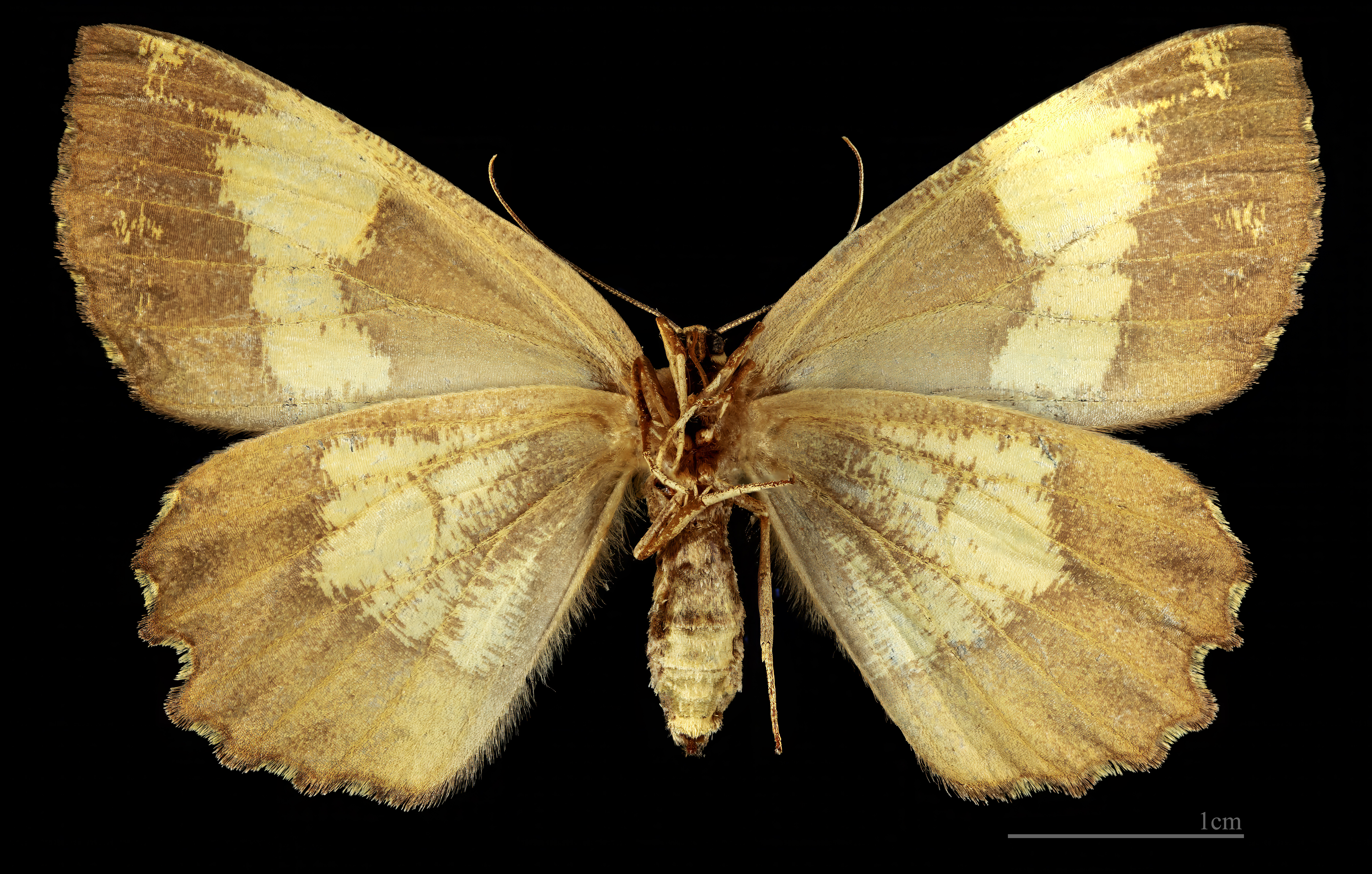
Angerona prunaria corylaria  ♀  △

La larve, mesurant jusqu'à 50 mm, est brun-jaune clair à brun rougeâtre.

## Habitat
On la trouve sur divers végétaux ligneux tels le Prunelier (Prunus spinosa), le  Chèvrefeuille des haies (Lonicera xylosteum), le Peuplier tremble (Populus tremula), la Bourdaine (Frangula alnus) ou encore le Myrtillier (Vaccinium myrtillus).

## Biologie
L'espèce est bivoltine et hiverne à l'état larvaire. La nymphose s'effectue entre deux feuilles réunies par une soie.

## Liste des sous-espèces
Selon NCBI (2 février 2018) :
- sous-espèce Angerona prunaria turbata

Selon BioLib (2 février 2018) :
- sous-espèce Angerona prunaria corylaria Thunberg
- sous-espèce Angerona prunaria fuscaria Prout
- sous-espèce Angerona prunaria pallidaria Prout
- sous-espèce Angerona prunaria spangbergi Lampa